# برنارد سوفا (مغني)
برنارد سوفا (بالفرنسية: Bernard Sauvat)‏ مغني وكاتب أغاني فرنسي ولد في عام 1941. عمل في مجال التدريس (رياضيات وفيزياء). قام باكتشافه لوسيان موريس مدير محطة «أوروبا الأولى».

## من أغنياته المشهورة
الحب يحتاج اثنين (L'amour, il faut être deux (1972
الفستان الأخضر (La robe verte (1973
المعلم الحالم (Le professeur est un rêveur (1974
صداقة (L'Amitié (1975
الحافلة الخضراء وعليها رقم كبير (1974) L'Autobus Vert Avec Un Gros Numero Dessus
طريق حياته (1973) Le Chemin De Sa Vie
صديقي الأرجنتيني (1979) Mon Copain L'Argentin
هذا يعتمد على القبطان (1974) Ca Dépend... Du Capitaine
إنها ركن صغير من الحب (1974) C’est Un Petit Coin D’amour
لا يوجد سوى الحب (1975) Il N'Y A Que L'Amour
ريح الشمال Le Mistral

## وصلات خارجية
برنارد سوفا (مغني) على موقع ميوزك برينز (الإنجليزية)
- برنارد سوفا (مغني) على موقع ديسكوغز (الإنجليزية)